# Euophrys sutrix
Euophrys sutrix là một loài nhện trong họ Salticidae.
Loài này thuộc chi Euophrys. Euophrys sutrix được Holmberg miêu tả năm 1875.